# Colonia penitenciaria de la isla de Ross

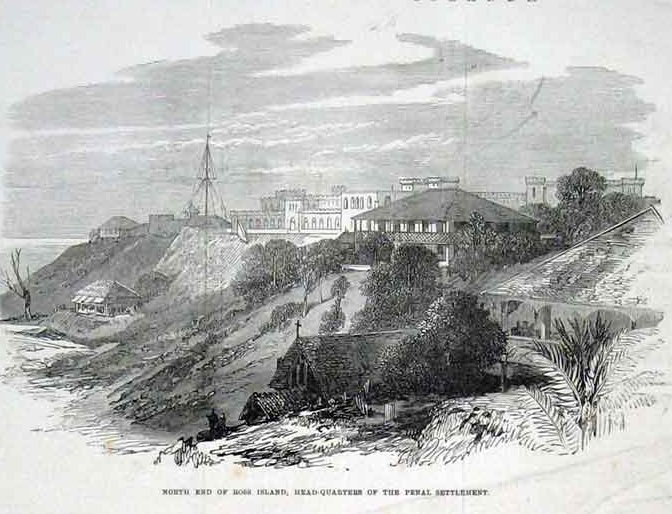
La colonia penitenciaria en 1872

La colonia penitenciaria de la isla de Ross fue un asentamiento para convictos que la Administración Británica en la India estableció en 1858 en las remotas islas Andamán, fundamentalmente para encerrar a un gran número de prisioneros de la rebelión en la India de 1857 —también conocido como el «motín indio»—. Con el establecimiento de la colonia en la isla de Ross, el gobierno británico construyó en el lugar bungalós e instalaciones gubernamentales para la gestión del archipiélago de Andamán y Nicobar. Tenía la intención de ser usado como «modelos razonables de gobernación y rehabilitación coloniales».
Llegó a ser conocido como «Kalapani» —nombre con el que se conocían las celdas celulares—, debido a las brutalidades infligidas por los británicos sobre los presos políticos de la India. De hecho, muchos habían muerto hacia 1860 debido a las enfermedades y torturas sufridas cuando se eliminó parte del bosque para establecer la colonia, que por un corto tiempo trató de civilizar a los indígenas de las Andamán en años posteriores. Además, fue utilizada como centro experimental para varios métodos de tortura y pruebas médicas. Durante la Segunda Guerra Mundial, la isla fue invadida por el Ejército Imperial Japonés, lo que obligó a los británicos a evacuarla. Los edificios administrativos fueron destruidos aunque la cárcel permaneció. Tras la recaptura por parte de los Aliados, se desmanteló el 7 de octubre de 1945.

## Geografía

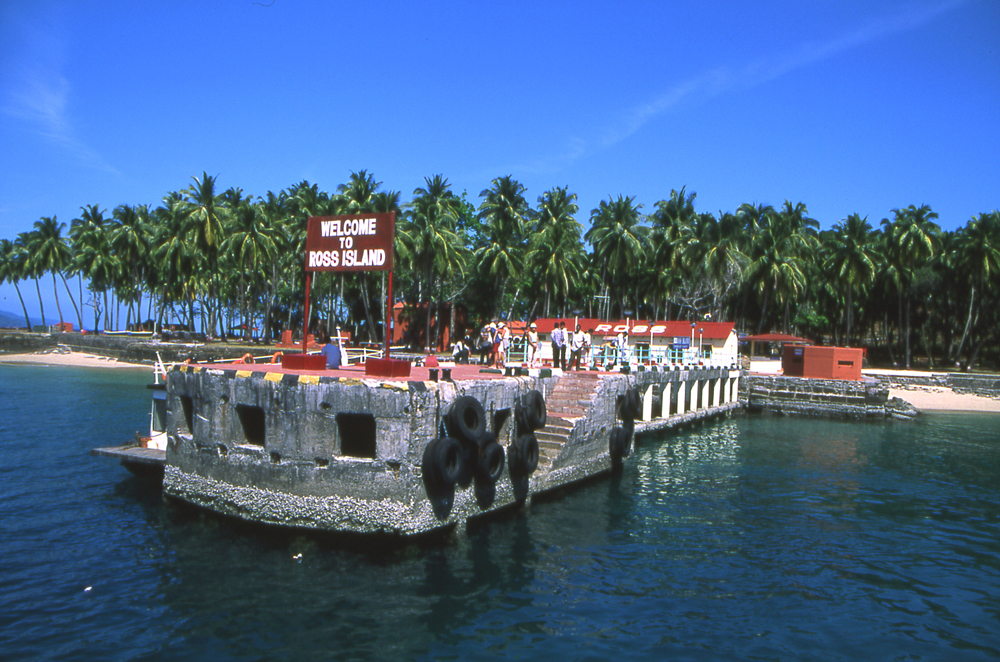
La isla de Ross en 2004

La isla de Ross fue la escogida para el establecimiento de la colonia penitenciaria, ya que está localizada cerca de la entrada al puerto de Port Blair, en la isla Andamán del Sur. Se trata de una pequeña porción insular con un perímetro de solo 1.6 km. Aunque en un principio se la denominó la «París del Oriente», debido a su activa vida social y sus bosques tropicales, quedó devastada tras un terremoto en 1941 y la invasión del ejército japonés, por lo que pasó a ser una «ciudad desaparecida cubierta de selva».

## Historia
Archibald Blair fue el primer hombre que intentó establecer una colonia penitenciaria en el lugar, ya que su remota ubicación le pareció ideal para este tipo de asentamiento. No obstante, su iniciativa no pudo ir más allá de 1796 debido a que la malaria se lo impidió. Sin embargo, tras la rebelión de 1857 se reavivó el interés de la Administración Británica de la India por establecer una cárcel en las Islas Andamán y Nicobar para prisioneros políticos.
El primer grupo de doscientos prisioneros fue transportado desde Calcuta bajo el control del doctor James Pattison Walker, entre los que se encontraban muchos reconocidos líderes del movimiento wahabista —un movimiento islámico reformador—. Los prisioneros llegaron a Andamán el 10 de marzo de 1858 y rápidamente se les encargó la tarea de eliminar parte del bosque, erigir sus propios refugios y otros edificios, y construir carreteras. En consecuencia, se les colocaron etiquetas de identificación en el cuello y se les encadenó, por lo que su estado de salud mermó considerablemente. De hecho, al principio no había servicios básicos e incluso en la época de lluvias tenían que dormir en tiendas de campaña. Para noviembre de 1858, las cabañas tipo barraca, con paredes hechas de matas y techos de paja con goteras, daban alojamiento a cerca de mil presos.
En un primer momento, de los ocho mil prisioneros que se habían transportado a las islas para las primeras obras, 3500 murieron por enfermedad. Sir Robert Napier, quien vino desde Port Blair para investigar el estado del campamento, observó que las condiciones estaban «más allá de la comprensión», ya que no había comida, ropa o refugios suficientes para los convictos. Sin embargo, en comparación la isla de Ross se encontraba en mejores condiciones que en los primeros años ya que el coronel Robert Christopher Tytler y su mujer Harriet habían mejorado las instalaciones para los residentes. Tytler fue nombrado como el superintendente del asentamiento de convictos, que entre abril de 1862 y febrero de 1864 acabó conociéndose como el «campo de concentración británico». Pese a los intentos de mejorar las condiciones en el campamento, la tasa de mortalidad entre los presos era de setecientos cada año. En ese tiempo, los médicos informaron que solo 45 de los diez mil prisioneros estaban médicamente aptos.
De acuerdo con algunos informes de los años 1870, la intensa lluvia, la malaria, neumonía y disentería causaron muchas muertes. Durante ese tiempo, las autoridades comenzaron a testar drogas farmacéuticas, como la quinina, administrada por la fuerza a diez mil prisioneros, lo que resultó en intensos efectos secundarios como náuseas, diarrea y depresión. De esta forma, muchos reclusos comenzaron a lastimarse entre ellos, para que las autoridades decidieran ahorcarlos. En su lugar, se introdujo un nuevo sistema de «palizas y dieta reducida», y eran obligados a dormir en jaulas de celosía. Los prisioneros también se enfrentaron a dificultades provocadas por las tribus indígenas; algunas de ellas eran caníbales que los torturaban y asesinaban mientras trabajaban en el campo y también atacaban la colonia. En 1891, había 12 197 convictos que habían sido traídos desde la India, aunque algunos fueron liberados para involucrarse en la agricultura y otros fueron obligados a prestar otro servicio a cambio de una compensación económica de 25 USD al mes. Incluso en ese momento escaparse de la colonia era imposible y quien lo intentara era asesinado.
Al comienzo de la Primera Guerra Mundial en 1914, el doctor Robert Heindl de Alemania se había dado cuenta de que los 15 000 prisioneros políticos en la colonia penitenciaria podrían crear una revolución y, por tanto, era riesgosa su liberación en una única etapa después de la captura de la isla por parte de un buque alemán. Por lo anterior, sugirió que después de tomar precauciones, los reclusos de la isla podrían ser trasladados en botes a tierra continental. Más adelante, después de un terremoto en junio de 1941 que devastó la isla, esta fue tomada el 23 de marzo de 1942 por el Ejército Imperial Japonés, que la convirtió en una base militar. Finalmente, después de la recaptura por parte de los Aliados el 7 de octubre de 1945, la prisión fue desmantelada, tras la administración de veinticuatro comandantes en jefe, lo que derivó en una fortaleza abandonada que más tarde se convirtió en una atracción turística.

## Incidentes
Cuatro días después de la primera llegada a la isla, uno de los convictos —llamado Narain— había sido detenido por sublevación y posteriormente atrapado y asesinado a tiros tras su intento de escapar. Otro prisionero, el desertor Naringun Singh se suicidó al ahorcarse. Cuando 81 de los 288 presos intentaron huir, fueron atacados salvajemente por la población aborigen de las Andamán, por lo que tuvieron que retroceder a la prisión en busca de ayuda médica. Sin embargo, todos fueron sumariamente condenados a la horca en un solo día. J. P. Grant, presidente en ejercicio del Consejo en Calcuta, se quejó ante las altas autoridades de la situación en la colonia, pero Walker no fue castigado; en su lugar, colocó a los presos «un cuello de acero» para evitar más intentos de fuga. Finalmente, el 3 de octubre de 1859, fue destituido de su cargo en el asentamiento, debido a que sugirió marcar los antebrazos de los reclusos con la información sobre el crimen cometido y la sentencia que se les aplicó.
El 23 de abril de 1858, el preso político Dudnath Tiwari fue el único —de los 91 fugitivos que hubo— que se salvó gracias a la gente de Andamán. Fue absorbiéndose en la cultura aborigen, e incluso se casó con dos nativas y aprendió el idioma local, pero cuando los andamaneses estaban terminando de planear un ataque masivo sobre la colonia penal el 16 de mayo de 1859, huyó y se lo comentó en secreto al superintendente. Los aborígenes atacaron el campamento con arcos y flechas pero fueron completamente derrotados debido a la superior efectividad del armamento británico. Esta batalla llegó a conocerse como la batalla de Aberdeen, que fue la primera iniciativa de la gente local por independizarse del mandato británico. En consecuencia, el imperio buscó un cambio de estrategia con tal de manejar a los indígenas, así que se dieron los primeros pasos en la búsqueda de la paz y se designó a un oficial británico para que viera por su bienestar.
Un incidente notable que ocurrió fue el asesinato de Richard Southwell Bourke, virrey de la India, tras visitar las islas para realizar una inspección —entre ellas, la colonia penal de Ross—. Sher Ali, un convicto ausente por enfermedad, realizó un ataque sobre el gobernador, que acabó asesinado tras un viaje de placer al monte Harriet en la noche del 8 de febrero de 1872. Por su parte, Musai Singh fue el prisionero político que sufrió el período de encarcelamiento más largo con 47 años, pero fue liberado por buen comportamiento en julio de 1907 debido al cincuenta aniversario de la Primera Guerra de Independencia de la India en 1857.
Fazal Haq Khairabadi, un renombrado poeta e intelectual de la corte mogol, amigo del coplero en lengua urdu, Ghalib, y mentor de David Ochterlony, fue acusado de avivar a los musulmanes en Delhi para emprender la yihad contra el Raj británico durante la Primera Guerra de Independencia de la India. No obstante, declinó declarar su culpabilidad y buscar amnistía, así que fue transportado hacia la colonia penal. Estuvo allí desde el 8 de octubre de 1859 hasta su muerte en 1861. Su hijo hizo muchos esfuerzos por liberarle, pero finalmente solo pudo acudir a su funeral en Port Blair. Una de las acciones que Khairabadi hizo mientras estaba preso fue escribir sobre los detalles de la Primera Guerra de Independencia y su experiencia en los «Kalapani» —palabra hindi cuya traducción literal es «aguas negras» y se refiere a las celdas celulares localizadas en las Islas Andamán y Nicobar— mediante el uso de palos de carbón y harapos, que fueron publicados posteriormente en árabe como Al-Surat-ul Hindia y Al-Fitnat-ul-Hindia.